# Calcio Leffe 1992-1993
Questa voce raccoglie le informazioni riguardanti il Calcio Leffe nelle competizioni ufficiali della stagione 1992-1993.

## Rosa
| N. |                   | Ruolo | Calciatore            |
| -- | ----------------- | ----- | --------------------- |
|    | Italia (bandiera) | C     | Claudio Balesini      |
|    | Italia (bandiera) | C     | Sergio Belotti        |
|    | Italia (bandiera) | A     | Roberto Bonazzi       |
|    | Italia (bandiera) | D     | Nicola Boselli        |
|    | Italia (bandiera) | P     | Nadir Brocchi         |
|    | Italia (bandiera) | C     | Giovanni Cefis        |
|    | Italia (bandiera) | D     | Stefano De Angelis    |
|    | Italia (bandiera) | C     | Alessandro Furlanetto |
|    | Italia (bandiera) | A     | Giorgio Gatti         |
|    | Italia (bandiera) | A     | Filippo Inzaghi       |

| N. |                   | Ruolo | Calciatore               |
| -- | ----------------- | ----- | ------------------------ |
|    | Italia (bandiera) | D     | Ivanoe Lanzara           |
|    | Italia (bandiera) | A     | Massimiliano Maffioletti |
|    | Italia (bandiera) | C     | Giacomo Mignani          |
|    | Italia (bandiera) | P     | Paolo Orlandoni          |
|    | Italia (bandiera) | C     | Fabrizio Pezzoli         |
|    | Italia (bandiera) | C     | Massimo Provvido         |
|    | Italia (bandiera) | D     | Luigi Russo              |
|    | Italia (bandiera) | C     | Giuseppe Schiavi         |
|    | Italia (bandiera) | D     | Luca Tallandini          |
|    | Italia (bandiera) | A     | Franco Turrini           |

## Risultati

### Campionato

#### Girone di andata
| 30 agosto 1992 1ª giornata | Leffe | 0 – 1 | Carpi |  |

| 6 settembre 1992 2ª giornata | Sambenedettese | 1 – 0 | Leffe |  |

| 13 settembre 1992 3ª giornata | Leffe | 1 – 0 | Palazzolo |  |

| 20 settembre 1992 4ª giornata | Ravenna | 0 – 0 | Leffe |  |

| 27 settembre 1992 5ª giornata | Massese | 1 – 1 | Leffe |  |

| 4 ottobre 1992 6ª giornata | Leffe | 3 – 0 | Pro Sesto |  |

| 18 ottobre 1992 7ª giornata | Arezzo | 2 – 1 | Leffe |  |

| 25 ottobre 1992 8ª giornata | Leffe | 1 – 3 | Vicenza |  |

| 1º novembre 1992 9ª giornata | Alessandria | 0 – 0 | Leffe |  |

| 8 novembre 1992 10ª giornata | Leffe | 1 – 1 | Triestina |  |

| 15 novembre 1992 11ª giornata | Carrarese | 1 – 0 | Leffe |  |

| 22 novembre 1992 12ª giornata | Leffe | 2 – 0 | Chievo |  |

| 29 novembre 1992 13ª giornata | Como | 0 – 0 | Leffe |  |

| 16 dicembre 1992 14ª giornata | Leffe | 0 – 0 | Empoli |  |

| 13 dicembre 1992 15ª giornata | Vis Pesaro | 0 – 0 | Leffe |  |

| 20 dicembre 1992 16ª giornata | Leffe | 1 – 0 | Siena |  |

| 27 dicembre 1992 17ª giornata | Spezia | 0 – 0 | Leffe |  |

#### Girone di ritorno
| 24 gennaio 1993 18ª giornata | Carpi | 1 – 2 | Leffe |  |

| 31 gennaio 1993 19ª giornata | Leffe | 2 – 0 | Sambenedettese |  |

| 7 febbraio 1993 20ª giornata | Palazzolo | 0 – 0 | Leffe |  |

| 14 febbraio 1993 21ª giornata | Leffe | 1 – 4 | Ravenna |  |

| 21 febbraio 1993 22ª giornata | Leffe | 1 – 0 | Massese |  |

| 7 marzo 1993 23ª giornata | Pro Sesto | 1 – 0 | Leffe |  |

| 14 marzo 1993 24ª giornata | Leffe | 3 – 2 | Arezzo |  |

| 21 marzo 1993 25ª giornata | Vicenza | 1 – 0 | Leffe |  |

| 28 marzo 1993 26ª giornata | Leffe | 0 – 0 | Alessandria |  |

| 4 aprile 1993 27ª giornata | Triestina | 2 – 0 | Leffe |  |

| 18 aprile 1993 28ª giornata | Leffe | 3 – 1 | Carrarese |  |

| 25 aprile 1993 29ª giornata | Chievo | 1 – 1 | Leffe |  |

| 2 maggio 1993 30ª giornata | Leffe | 4 – 1 | Como |  |

| 9 maggio 1993 31ª giornata | Empoli | 0 – 1 | Leffe |  |

| 16 maggio 1993 32ª giornata | Leffe | 2 – 2 | Vis Pesaro |  |

| 23 maggio 1993 33ª giornata | Siena | 0 – 1 | Leffe |  |

| 30 maggio 1993 34ª giornata | Leffe | 3 – 2 | Spezia |  |